# IEEE 802.3ae
IEEE 802.3ae (auch 802.3ae-2002) war der erste Ethernet-Standard für 10-GBit/s-Verbindungen. Er stammt aus dem Jahr 2002 und definiert Glasfaser-Verbindungen nach 10GBASE-SR, 10GBASE-LR, 10GBASE-ER, 10GBASE-SW, 10GBASE-LW und 10GBASE-EW (10-Gigabit-Ethernet), die aus der Reihe IEEE 802 stammen.
Der Standard ermöglicht je nach physikalischer Schnittstelle PHY des Transportmediums Übertragungen mit max. 10 GBit/s per Multimode-Glasfaser über Längen von 25 m (10GBASE-SR) bis zu max. 300 m (10GBASE-LX4) und über Singlemode-Fasern von bis zu 40 km (10GBASE-ER).

## Übersicht
| Typ         | Wellenlänge in nm | Mode       | max. Distanz in m | Frequenz in MHz | Typische Anwendung                |
| ----------- | ----------------- | ---------- | ----------------- | --------------- | --------------------------------- |
| 10GBASE-LX4 | 1 310             | Multi Mono | 300 10 000        | 500 2 000       | weniger benutzt abwärtskompatibel |
| 10GBASE-SR  | 850               | Multi Mono | 82 300            | 500 2 000       | Rechenzentren                     |
| 10GBASE-LR  | 1 310             | Mono       | 10 000            | n/a             | Metro Campus                      |
| 10GBASE-ER  | 1 550             | Mono       | 40 000            | n/a             | Metro MAN-WAN                     |
| 10GBASE-SW  | 850               | Mono       | 300               | 500             | Gebäude (vertikal)                |
| 10GBASE-LW  | 1 310             | Mono       | 10 000            | n/a             | Rechenzentren Backbone            |
| 10GBASE-EW  | 1 550             | Mono       | 40 000            | n/a             | Rechenzentren Backbone            |

## Entwicklung
Die IEEE-Arbeitsgruppe 802.3ae wurde im November 1999 eingerichtet und veröffentlichte den Standard IEEE 802.3ae für Glasfaserverbindungen im Juni 2002. Die Arbeitsgruppe IEEE 802.3ak, die sich mit der Standardisierung von 10-GBit/s-Verbindungen über Kupferkabel beschäftigte, wurde aufgrund vergleichbarer Aufgabenstellungen 2005 mit ihr zusammengelegt.